# Szergej Leonyidovics Magnyitszkij
Szergej Leonyidovics Magnyitszkij (oroszul: Сергей Леонидович Магнитский; Odessza, 1972. április 8. – Moszkva, 2009. november 16.) orosz adótanácsadó volt, aki az amerikai Hermitage Capital Management képviseletében eljárást indított cége ellenőrzéséért felelős orosz kormány tisztviselőivel szemben a cég ellopott dokumentumaival való visszaélés miatt. A hatóságok ekkor vele szemben indítottak eljárást, őt gyanúsítva a bűncselekménnyel.
2008-ban történt őrizetbe vétele, majd a tizenegy hónapos rendőri őrizetben (7 nappal a maximális, egy éves tárgyalás nélküli fogva tartás lejárta előtt) bekövetkezett halála nemzetközi figyelmet váltott ki, és beindította a hivatalos és nem hivatalos vizsgálatokat az oroszországi csalással, lopással és emberi jogok megsértésével kapcsolatban. Posztumusz tárgyalása volt az első ilyen az Orosz Föderációban. Végül — a vádlott időközben bekövetkező halála ellenére történő ítélethozatalt (ezzel elítélésének büntetőtörvény szerinti kimondását) az ügyet övező magas társadalmi érdeklődéssel indokolva — 2013-ban a bíróság bűnösnek mondta ki Szergej Magnyitszkijt.
Magnyitszkij a vizsgálata során azt találta, hogy rekord méretű illetéktelen adó visszatérítés történt az orosz állami költségvetésből, amelyet orosz tisztviselők szerveztek és hajtottak végre. Letartóztatták, és végül a börtönben — sanyargatás következtében — halt meg. Magnyitszkij összesen 358 napot töltött a moszkvai Butirka börtönben. Epekő, hasnyálmirigy-gyulladás és elzáródott epehólyag alakult ki nála, és az amerikai The Washington Post szerint megtagadták tőle az orvosi ellátást. A Kreml által felállított emberi jogi tanács megállapította, hogy nem sokkal halála előtt fizikai bántalmazás érte. Ügye nemzetközi ügy lett.

## Magnyitszkij-törvény
Az Egyesült Államok Kongresszusa és Barack Obama elnök 2012 végén elfogadta a Magnyitszkij-törvényt, amely emberi jogok durva megsértése majd 2016-tól súlyos korrupciós cselekmények esetén szankciók alkalmazását teszi lehetővé az elkövetőkre a pénzügyminiszter döntése alapján. Ez kitiltást és üzleti tevékenységek tiltását jelenti. Válaszul Oroszország szankciókat léptetett érvénybe, és Magnyitszkijt posztumusz bűnösnek nyilvánította. Majdnem egy tucat másik ország, valamint az Európai Unió hajtotta végre vagy fontolgatta a Magnyitszkij-törvény jellegű korrupcióellenes intézkedés meghozatalát. Nemzetközi jogászok által vitatott a Magnyitszkij-törvény, annak ún. extraterritoriális, azaz “területen kívüli” joghatósága miatt, mivel azzal az Egyesült Államok paternalista módon túlterjeszkedik saját területén.
2013. január elején a brit Financial Times azt írta, hogy „a Magnyitszkij-ügy kirívó, jól dokumentált, és a putyinizmus sötét oldalát foglalja magában”.

## Fordítás
- Ez a szócikk részben vagy egészben  a   Sergei Magnitsky című angol Wikipédia-szócikk ezen változatának fordításán alapul.  Az eredeti cikk szerkesztőit annak laptörténete sorolja fel. Ez a jelzés csupán a megfogalmazás eredetét és a szerzői jogokat jelzi, nem szolgál a cikkben szereplő információk forrásmegjelöléseként.